# Бессарабский район
Бессара́бский райо́н (рум. Raionul Basarabeasca, Район Бесарабяска) — административно-территориальная единица Республики Молдова.

## География
Бессарабский район находится в южной части Молдовы и граничит с Одесской областью Украины.

## История
Как и большинство районов Молдавской ССР, образован 11 ноября 1940 года под именем Романовский район с центром в селе Романовка. До 16 октября 1949 года находился в составе Бендерского уезда, после упразднения уездного деления перешёл в непосредственное республиканское подчинение.
С 31 января 1952 года по 15 июня 1953 года район входил в состав Кагульского округа, после упразднения окружного деления вновь перешёл в непосредственное республиканское подчинение.
11 сентября 1957 года село Романовка переименовано в Бессарабку, а вслед за переименованием села Романовский район также переименован в Бессарабский.
В июле 1959 года Бессарабский район был ликвидирован, его территория была разделена между соседними Комратским и Чимишлийским районами.
5 декабря 1979 года Бессарабский район восстановлен практически в прежних границах. Центром района стал город Бессарабка.
В середине 1990-х годов одно село (Троицкое) было передано в состав Чимишлийского района, а ещё три села, по итогам гагаузского референдума, — в состав АТО Гагаузия. Таким образом, и без того небольшой район превратился в самый маленький район Молдовы.
С 1999 года по 2002 год, в рамках проводимой административной реформы, район являлся частью Лапушнянского уезда. После упразднения уездного деления район вновь стал самостоятельной административной единицей.

## Население
| Национальный состав 2004 | Национальный состав 2004 | Национальный состав 2004 | Национальный состав 2004 | Национальный состав 2004 |
| ------------------------ | ------------------------ | ------------------------ | ------------------------ | ------------------------ |
| молдаване - 20218 чел.   |                          |                          | 69.77 %                  |                          |
| русские - 2568 чел.      |                          |                          | 8.86 %                   |                          |
| гагаузы - 2220 чел.      |                          |                          | 7.66 %                   |                          |
| украинцы - 1948 чел.     |                          |                          | 6.72 %                   |                          |
| болгары - 1544 чел.      |                          |                          | 5.33 %                   |                          |
| цыгане - 216 чел.        |                          |                          | 0.75 %                   |                          |
| другие - 264 чел.        |                          |                          | 0.91 %                   |                          |
| всего - 28978 чел.       |                          |                          | 100.0 %                  |                          |

|            | 2003 год | 2004 год | 2005 год | 2006 год |
| ---------- | -------- | -------- | -------- | -------- |
| Бессарабка | 12 950   | 11 192   | 11 200   | 11 200   |
| сёла       | 16 750   | 17 786   | 17 800   | 17 700   |
| Всего:     | 29 700   | 28 978   | 29 000   | 28 900   |

## Известные уроженцы
- Тарлев, Василий Павлович (род. 1963) — молдавский политик, Премьер-министр Республики Молдова с 19 апреля 2001 — 19 марта 2008 года (и. о. 19—31 марта 2008)
- Иван Иванович Бондарев — ветеран ВОВ, заслуженный учитель Молдовы, занесен в Золотую Книгу РМ, автор двух книг: «Роль школы в становлении личности» и «Люби меня. Жди меня.»

## Достопримечательности
- На окраине районного центра Бессарабка находится Курган, возведённый в память о павших во время Великой Отечественной войны.
- В районном центре, г. Басарабяска с 2014 года освящен Храм Св. Николая.
- Кистоленский Николаевский монастырь